# Caney Fork and Western Railroad
Caney Fork and Western Railroad (CFWR) är en kort järnväg som funnits i den amerikanska delstaten Tennessee sedan 1983, från en förbindelse mellan CSX Transportation vid Tullahoma och McMinnville till Sparta, en sträcka på 98 kilometer (61 engelska mil). Järnvägen kom senare att drivas av ett dotterbolag till Ironhorse Resources.
Bland de huvudsakliga råvarorna som fraktas finns timmer, stål, gödsel, spannmål, propan och kimrök, med sammanlagt cirka 1 350 vagnslaster per år.

### Fotnoter
1. ↑  ”Shortlines Across Tennessee”. 1 november 2005. Arkiverad från originalet den 4 mars 2011. https://web.archive.org/web/20110304085456/http://www.tdot.state.tn.us/publictrans/docs/shortline_railroad.pdf. Läst 28 september 2010.